# Shandit
Shandit ist ein selten vorkommendes Mineral aus der Mineralklasse der „Sulfide und Sulfosalze“ mit der chemischen Zusammensetzung Ni3Pb2S2 und damit chemisch gesehen Nickel-Blei-Sulfid.
Shandit kristallisiert im trigonalen Kristallsystem, konnte bisher allerdings nur in Form winziger, meist in Serpentin eingebetteter Körner sowie orientiert verwachsen mit anderen Sulfiden oder dünne Ränder um diese bildend gefunden werden. Das Mineral ist in jeder Form undurchsichtig (opak) und zeigt auf den messinggelben, auf polierten Flächen auch cremeweißen, Oberflächen einen metallischen Glanz. Die Strichfarbe von Shandit ist dagegen grau.

## Etymologie und Geschichte
Die chemische Verbindung wurde bereits 1947 durch Allan McLeod Cormack bei der Untersuchung der Mischkristallbildung zwischen Ni3Bi2S2 (Parkerit) und Ni3Pb2S2 dargestellt und beschrieben.
Als natürliche Mineralbildung wurde Ni3Pb2S2 erstmals an Proben des Minerals Heazlewoodit (Ni3S2) aus der Nickel Reward Mine bei Trial Harbour im australischen Verwaltungsgebiet West Coast Municipality entdeckt. Die Erstbeschreibung erfolgte 1950 durch den deutschen Mineralogen Paul Ramdohr, der aus wenigen – vor allem optischen – Untersuchungen die Zusammensetzung und die trigonale Symmetrie des Minerals bestimmen konnte und es nach dem schottischen Mineralogen und Petrologen Samuel James Shand (1882–1957) benannte.
Ein Aufbewahrungsort für das Typmaterial des Minerals ist nicht bekannt.

## Klassifikation
Bereits in der veralteten 8. Auflage der Mineralsystematik nach Strunz gehörte der Shandit zur Mineralklasse der „Sulfide und Sulfosalze“ und dort zur Abteilung der „Sulfide etc. mit [dem Stoffmengenverhältnis] M : S > 1 : 1“, wo er zusammen mit Parkerit die „Parkerit-Shandit-Gruppe“ mit der System-Nr. II/A.05 bildete.
Im Lapis-Mineralienverzeichnis nach Stefan Weiß, das sich aus Rücksicht auf private Sammler und institutionelle Sammlungen noch nach dieser alten Form der Systematik von Karl Hugo Strunz richtet, erhielt das Mineral die System- und Mineral-Nr. II/B.12-20. In der „Lapis-Systematik“ entspricht dies ebenfalls der Abteilung „Sulfide, Selenide und Telluride mit [dem Stoffmengen]Verhältnis Metall : S,Se,Te > 1 : 1“, wobei in den Gruppen II/B.12 bis II/B.17 die Sulfide mit vorherrschend Nickel, Cobalt, Rhodium und Palladium eingeordnet sind. Shandit bildet hier zusammen mit Heazlewoodit, Laflammeit, Oregonit, Parkerit, Pašavait und Rhodplumsit eine eigenständige, aber unbenannte Gruppe (Stand 2018).
Auch die seit 2001 gültige und von der International Mineralogical Association (IMA) bis 2009 aktualisierte 9. Auflage der Strunz’schen Mineralsystematik ordnet den Shandit in die Abteilung der „Metallsulfide, M : S > 1 : 1 (hauptsächlich 2 : 1)“ ein. Diese ist allerdings weiter unterteilt nach den in der Verbindung vorherrschenden Metallen, so dass das Mineral entsprechend seiner Zusammensetzung in der Unterabteilung „mit Blei (Pb), Bismut (Bi)“ zu finden ist, wo es zusammen mit Pašavait und Rhodplumsit die unbenannte Gruppe 2.BE.15 bildet.
Die vorwiegend im englischen Sprachraum gebräuchliche Systematik der Minerale nach Dana ordnet den Shandit in die Klasse der „Sulfide und Sulfosalze“ und dort in die Abteilung der „Sulfidminerale“ ein. Hier ist er als Namensgeber in der „Shanditgruppe“ mit der System-Nr. 02.03.05 und den weiteren Mitgliedern Rhodplumsit und Pašavait innerhalb der Unterabteilung „Sulfide – einschließlich Selenide und Telluride – mit der Zusammensetzung AmBnXp, mit (m+n) : p = 5 : 2“ zu finden.

## Chemismus
Die idealisierte (theoretische) Zusammensetzung von Shandit (Ni3Pb2S2) besteht im Verhältnis aus drei Teilen Nickel (Ni) sowie je zwei Teilen Blei (Pb) und Schwefel (S). Dies entspricht einem Massenanteil (Gewichts-%) von 26,90 Gew.-% Ni, 63,31 Gew.-% Pb und 9,80 Gew.-% S.
Eine der Idealzusammensetzung sehr nahe kommende Mineralprobe aus den serpentinisierten Metaduniten des „Isua-Gürtels“ in West-Grönland enthielt neben 28,40 Gew.-% Ni, 61,61 Gew.-% Pb und 9,58 Gew.-% S noch geringe Beimengungen von 0,43 Gew.-% Eisen (Fe), 0,14 Gew.-% Cobalt (Co), 0,08 Gew.-% Mangan (Mn) und 0,01 Gew.-% Zink (Zn) sowie praktisch nicht messbare Anteile von Kupfer (Cu) und Bismut (Bi).

## Kristallstruktur
Shandit kristallisiert trigonal in der Raumgruppe R3m (Raumgruppen-Nr. 166) mit den Gitterparametern a = 5,59 Å und c = 13,58 Å sowie drei Formeleinheiten pro Elementarzelle.
Die Kristallstruktur von Shandit entspricht der eines Rhomboeders und die Kristallform der eines ditrigonalen Skalenoeders. Beschrieben wird die Struktur mit Gruppen aus Ni(Pb4S2)-Oktaedern, die über gemeinsam genutzte Flächen Schichten parallel der Ebene (010) aufbauen. Der Gitterparameter für die rhombische Aufstellung ist arh = 7,89 Å und αrh = 90° sowie vier Formeleinheiten pro Elementarzelle.
| Kristallstruktur von Shandit |
| - mit Blickrichtung parallel zur a-Achse - mit Sicht auf den Rhomboeder, Stellung 1 - mit Sicht auf den Rhomboeder, Stellung 2 - mit Sicht auf den Rhomboeder, Draufsicht |
| Farbtabelle: _ Ni 0 _ Pb 0 _ S |

## Bildung und Fundorte
Shandit bildet sich in chromitführenden Serpentiniten, wo er meist vergesellschaftet mit Heazlewoodit, Magnetit, Pentlandit und Sphalerit vorkommt. Er kann aber auch in Absonderungen eisenreicher Linsen in Basalt entstehen, wobei er hier unter anderem von Altait, gediegen Blei und Eisen, Galenit und Troilit begleitet wird.
Als seltene Mineralbildung konnte Shandit nur an wenigen Orten nachgewiesen werden, wobei bisher weniger als 20 Fundorte dokumentiert sind (Stand 2020). Außer an seiner Typlokalität, der Nickel Reward Mine bei Trial Harbour im West Coast Municipality von Tasmanien trat das Mineral in Australien noch in der Nickel-Lagerstätte Otway nahe dem Nullagine River in Western Australia auf.
Fundorte in Deutschland sind bisher nicht bekannt. Allerdings fand man Shandit im benachbarten Österreich in Mineralproben, die beim Bau des Kirchdorf-Tunnels auf der Brucker Schnellstraße (S35) in der Steiermark gewonnen wurden. Das umgebende Gestein besteht überwiegend aus Serpentinit. Auch in der Schweiz ist mit dem Steinbruch Quadrada bei Selva in der Gemeinde Poschiavo im Kanton Graubünden ein Fundort für Shandit bekannt.
Weitere Fundorte liegen unter anderem Frankreich, Griechenland, Grönland, Italien, Japan, Kanada, Russland, Spanien und dem US-Bundesstaat Pennsylvania.

## Synthetische Herstellung
Bereits Ramdohr konnte Shandit synthetisch herstellen. In der Folge konnte eine Reihe von Verbindungen mit demselben Strukturtyp synthetisiert werden. Alle Vertreter der entsprechenden Verbindungsgruppe A2M3Ch2 (A = In, Sn, Tl, Pb, M = Co, Rh, Ni, Pd) mit Shanditstruktur wurden folglich als Shandite bezeichnet.
Systematische Strukturuntersuchungen an Shanditen inkl. Co3Sn2S2 zeigten starke, kovalente S-Ni-S und S-Co-S Bindungen in [M3S2]-Netzwerken (M = Co, Ni). Daher und wegen der Verwandtschaft zur Struktur der Perowskite (CaTiO3) und Antiperowskite wie dem Supraleiter MgNi3C wurden die Schreibweisen Sn2[Co3S2] und SnCo3/2S eingeführt. Shandite wurden in der Folge auch als Halb-Antiperowskite (HAP) bezeichnet. Als Halb-Antiperowskite wurden auch Bi2Ni3S2 = Ni3Bi2S2 (Parkerit, monoklin C2/m) und Bi2Pd3S2 = Pd3Bi2S2 (kubisch I213) beschrieben. Auch bei ihnen wurden Struktur und Symmetrie von Perowskit-Superzellen abgeleitet.
Prominentester Vertreter der Shandite wurde Co3Sn2S2. Es wurde erstmals von Zabel und Range in Regensburg dargestellt. In der Gruppe von Range entdeckte Weihrich 20 Jahre später mit Hilfe von quantenchemischen Rechnungen Co3Sn2S2 als halbmetallischen Ferromagneten. Derartige Verbindungen verhalten sich je nach Spin der Elektronen wie Halbleiter oder Metalle. Bei folgenden Untersuchungen am Max-Planck-Institut für Chemische Physik fester Stoffe (MPI-CPfS) fanden Schnell et al. einen hoch anisotropen Ferromagnetismus. Kassem et al. beschrieben die Verbindung als 2D Ferromagneten mit ungewöhnlichem Phasenübergang. Die Gruppe Felser entdeckte 2017, dass Co3Sn2S2 ein herausragendes topologisches Semimetall ist. Diese Entdeckung leitete eine Welle neuer Untersuchungen an Co3Sn2S2 = Sn2Co3S2 = SnCo3/2S ein.